# Hoyer Internationale Fachspedition

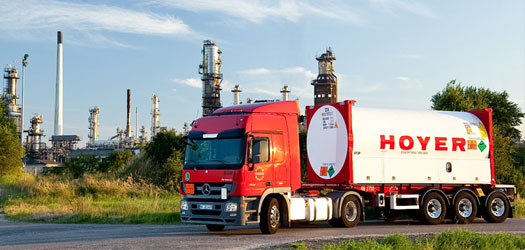
Hoyer-Cryo-Container

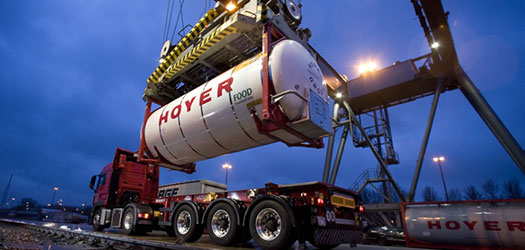
Lebensmittel-Tankcontainer bei der Verladung

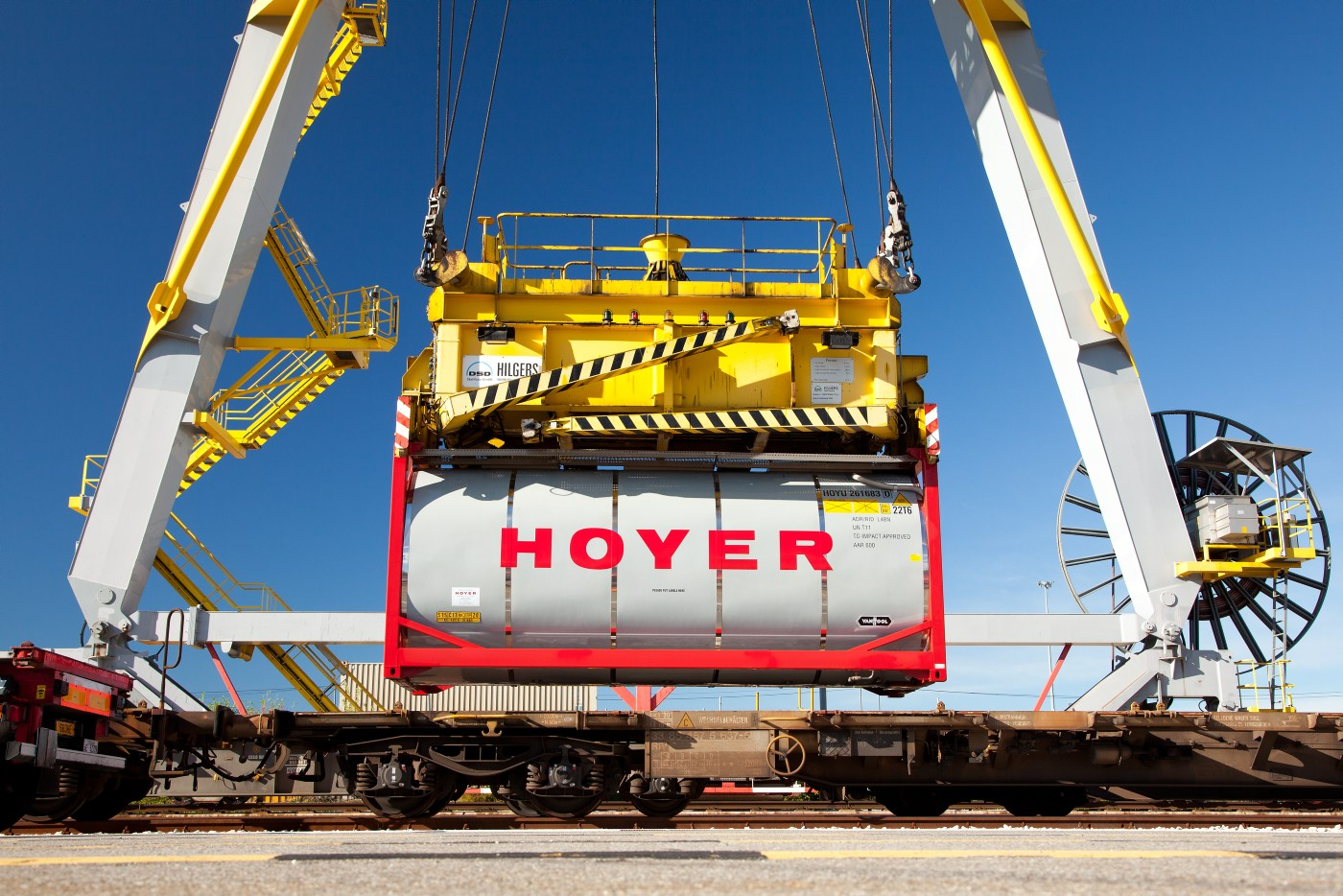
Hoyer-Tankcontainer beim Verladen zum Kombinierten Verkehr

Die Hoyer GmbH Internationale Fachspedition ist die Konzernobergesellschaft der Hoyer-Group, einem Transport- und Logistikunternehmen mit Hauptsitz in Hamburg.

## Geschichte
Im Jahre 1946 gründete Walter Hoyer die internationale Fachspedition Hoyer und benannte sie nach seinem Vater „Bruno Hoyer Internationale Fachspedition“. Zwei Jahre später wurde das erste Fahrzeug für den Transport von Milch angeschafft, mit dem Transporte von Hamburg nach Berlin gefahren wurden. In Rotterdam wurde 1960 die erste Auslandsniederlassung, Hoyer Nederland gegründet. 1980 kam als erste Überseeniederlassung Hoyer USA in New York dazu. Zehn Jahre später folgten die ersten Fahrzeuge mit mobilen Terminals. Ab dem 1. Juli 1991 war Walter Hoyer neuer Vorsitzender des Beirats und sein Sohn Thomas Hoyer wurde geschäftsführender Gesellschafter. Hoyer begann 1994 mit dem IBC-Geschäft und bietet neben der Vermietung auch kundenspezifische Transport- und Logistiklösungen an. Am 17. Dezember 2002 verstarb Walter Hoyer, Gründer der HOYER-Gruppe, im Alter von 87 Jahren. Thomas Hoyer nahm die Position der Geschäftsführung ein. Im Jahr 2005 ging ein neuer Kombiterminal in Schkopau in Betrieb. Mit Ortwin Nast übernahm im Oktober 2006 erstmals ein familienfremder CEO die Verantwortung für die Hoyer-Group. Ab 2007 bekleidete Thomas Hoyer den Vorsitz des Beirates. Ein neu entwickelter Bier-Tankcontainer kam ab 2012 zum Einsatz. Das soziale Engagement veröffentlichte die HOYER-Group im Jahr 2013 mit dem „HOYER Sustainability Report“, welcher Kennzahlen zu Nachhaltigkeit und Wirtschaftlichkeit darstellt. Im Februar 2021 wurde Ortwin Nast nach über 14 Jahren Tätigkeit als CEO von Björn Schniederkötter abgelöst, der seine Position übernahm.

## Unternehmen
In der europäischen und weltweiten Liquid-Bulk-Logistik ist die Hoyer-Gruppe in 115 Ländern aktiv. Der Konzern verfügt über 2.209 Zugmaschinen, 2.621 Tankauflieger, 50.142 IBC, 37.608 Tankcontainer (in dt. auch Hoyer-tainer genannt) und zahlreiche Logistikanlagen mit Depots, Reinigungsanlagen und Werkstätten.

## Unternehmensbereiche
Die Hoyer-Gruppe bietet Transport- und Logistiklösungen in folgenden Bereichen an:
- Chemie
- Lebensmittel
- Gas
- Mineralöl
- Überseeverkehre
- Supply Chain Solutions
- Fleetmanagement und Vermietung

## Friedel und Walter Hoyer-Stiftung
Anlässlich des 50-jährigen Firmenjubiläums 1996 riefen Walter und Friedel Hoyer die Stiftung zur Förderung von Kunst und Kultur sowie karitativer und sozialer Einrichtungen im Bereich der Jugend- und Altenhilfe ins Leben. Das Unternehmerpaar verwirklichte mit der Stiftungsgründung seinen großen Wunsch, dem Gemeinwesen einen Teil des unternehmerischen Erfolges zurückzugeben.